# 大阪市立長吉中学校
大阪市立長吉中学校（おおさかしりつながよしちゅうがっこう）は、大阪府大阪市平野区にある公立中学校。
1947年の学制改革に伴い、中河内郡長吉村・瓜破村（いずれも現在の大阪市平野区）が共同で中学校を設置したことが、学校の始まりとなっている。現在の大阪市立瓜破中学校はルーツを同じくする。
その後地域の生徒数増加により、当校から2中学校を分離している。

## 沿革
- 1947年 - 当時の中河内郡長吉村・瓜破村学校組合として、長吉瓜破村立中学校を設置。
- 1948年 - 長吉村立中学校として独立。
- 1955年4月3日 - 長吉村の大阪市への編入に伴い、大阪市立長吉中学校と改称。
- 1969年 - 大阪市立長吉西中学校が分離開校。
- 1973年 - 大阪市立長吉六反中学校が分離開校。

## 通学区域
- 大阪市立長原小学校と大阪市立長吉南小学校の通学区域。

## 出身者
- 笑福亭鶴光 - 落語家
- 笑福亭鶴瓶 - 落語家
- 笑福亭晃瓶 - 落語家
- 3代目林家染二 - 落語家
- はるな愛[1] - タレント

## 交通
- 地下鉄谷町線 長原駅 北東へ約500m。